# Hymenoplia clypealis
Hymenoplia clypealis är en skalbaggsart som beskrevs av Edmund Reitter 1902. Hymenoplia clypealis ingår i släktet Hymenoplia och familjen Melolonthidae. Inga underarter finns listade i Catalogue of Life.